# Janet Morris
Janet Ellen Morris (n. 25 mai 1946, Boston, Massachusetts, SUA) este o autoare americană de ficțiune și nonficțiune, cel mai bine cunoscută pentru scrierile ei science-fiction și de fantezie și pentru paternitatea ei privind un concept al unei arme neletale a armatei americane.